# Siegfried Aikman
Siegfried Aikman (28 april 1959) is een Nederlandse hockeycoach. Hij heeft een lange lange staat van dienst als trainer/coach in het hockey.
Aikman speelde als hockeyer in het eerste bij AMVJ uit Amstelveen en begon in de jaren 80 als jeugdtrainer bij die club. Tussen 1985 en 1987 trainde hij de dames van AMHC Sarto (later: Xenios) Vervolgens trainde hij nog drie jaar de dames van Alliance en daarna bij Qui Vive. 
In 1993 werd Aikman aangesteld als trainer/coach bij de dames van toenmalig landskampioen HGC. Bij de Wassenaarse club vertrok hij na één seizoen om vervolgens ook één seizoen de heren van HC Rotterdam in de Overgangsklasse te coachen. In 1995 vertrok Aikman naar Den Bosch om weer een damesteam te coachen. In 1998 bezorgde hij Den Bosch het eerste landskampioenschap in haar bestaan en het eerste in een reeks die nog steeds loopt (met uitzondering van 2009). Toch vertrok Aikman in 1998 naar Kampong om daar het eerste damesteam te coachen en in 2001 maakte hij de overstap naar het eerste herenteam. In 2003 ging Aikman naar Hurley om vervolgens het eerste mannenteam te coachen.
Aikman maakte de overstap in 2007 naar de mannen van Hoofdklasser Tilburg. Na twee seizoenen stopte Aikman bij Tilburg en ging hij in 2009 de Japanse nationale ploeg coachen. Daar kreeg hij de opdracht het land te plaatsen voor de Olympische Spelen 2012 in Londen. Hij slaagde daar niet in en op 20 februari 2011 werd hij daar ontslagen. Daarna in 2011 werd hij aangesteld als hoofdcoach bij de mannen van Den Bosch. In januari 2012 werd Aikman per direct ontheven bij Den Bosch, omdat ze in de winterstop op de laatste plaats stonden in de Hoofdklasse.
In mei 2017 is Aikman opnieuw aangesteld als hoofdcoach van de Japanse nationale mannenploeg.